# Rod Piazza

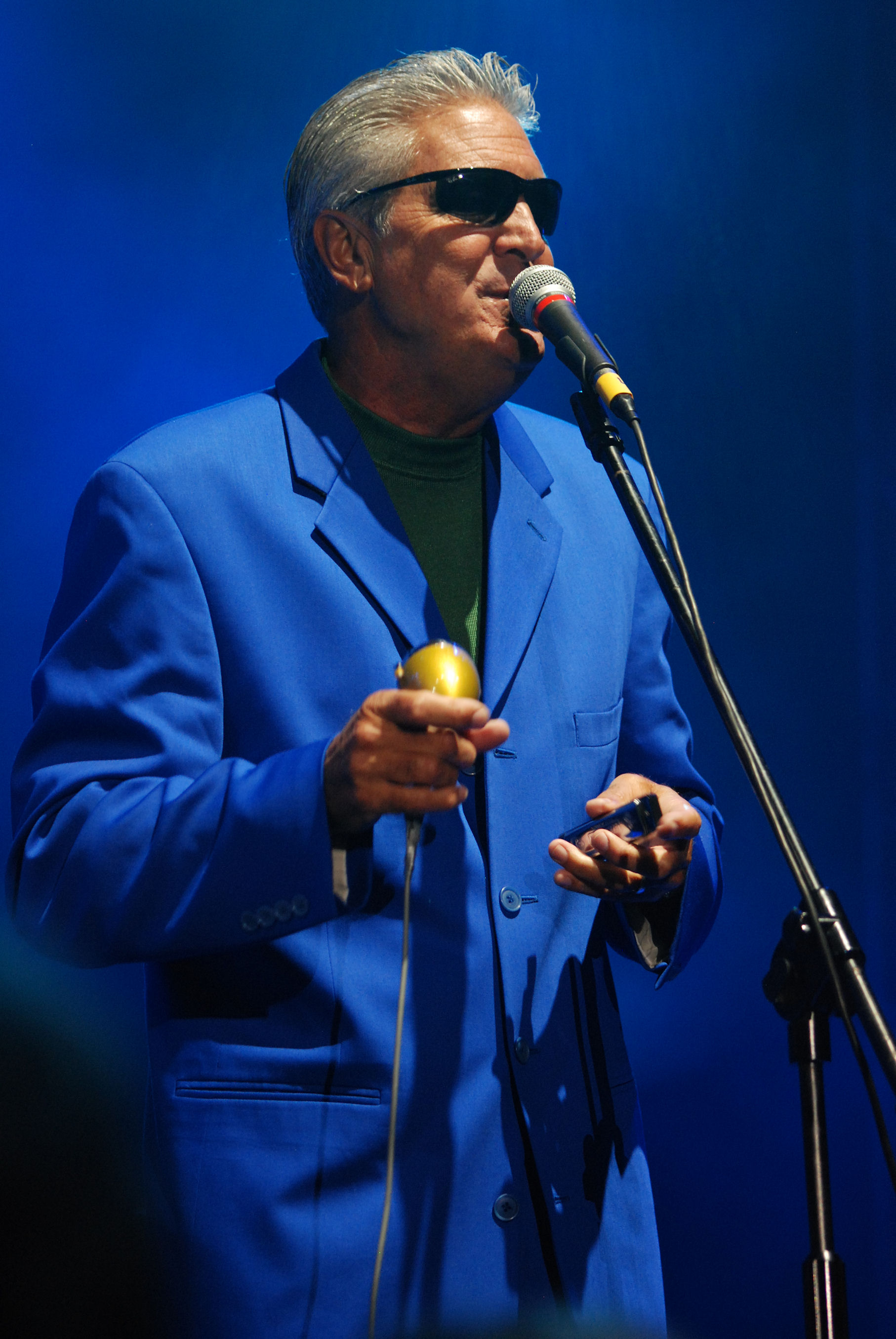
Rod Piazza Rawa Blues Festival 2009

Rod Piazza (* 18. Dezember 1947, Riverside, Kalifornien) ist ein US-amerikanischer Bluesmundharmonikaspieler.

## Leben
Ersten Kontakt mit dem Blues bekam er bereits im Alter von sieben Jahren, als er die Aufnahmen hörte, die seine um 10 Jahre bzw. 12 Jahre älteren Brüder mit nach Hause brachten (Jimmy Reed, Big Joe Turner....). Sein erstes Musikinstrument war eine 4 $-Gitarre, die ihm seine Mutter kaufte. 1963 erhielt er seine erste Mundharmonika, mit der er Nummern von Slim Harpo, Buster Brown und Jimmy Reed, die er im Radio hörte, nachspielte.
Um 1965 spielte er in seiner ersten Band, „The Mystics“, ursprünglich war er als Gitarrist vorgesehen, aber bei den ersten Proben stellte sich heraus, dass es andere gab, die die Gitarre besser spielten. So wurde er als Mundharmonikaspieler und Sänger Bandmitglied. Die Gruppe spielte auf Partys und ging später nach Los Angeles, wo sie in der lokalen Klubszene auftraten. Dort wurden sie entdeckt und bei ABC Bluesway unter Vertrag genommen. Sie nannten sich jetzt „The Dirty Blues Band“. Als einige Bandmitglieder in dem Vietnamkrieg eingezogen wurden, löste sich die Band auf.

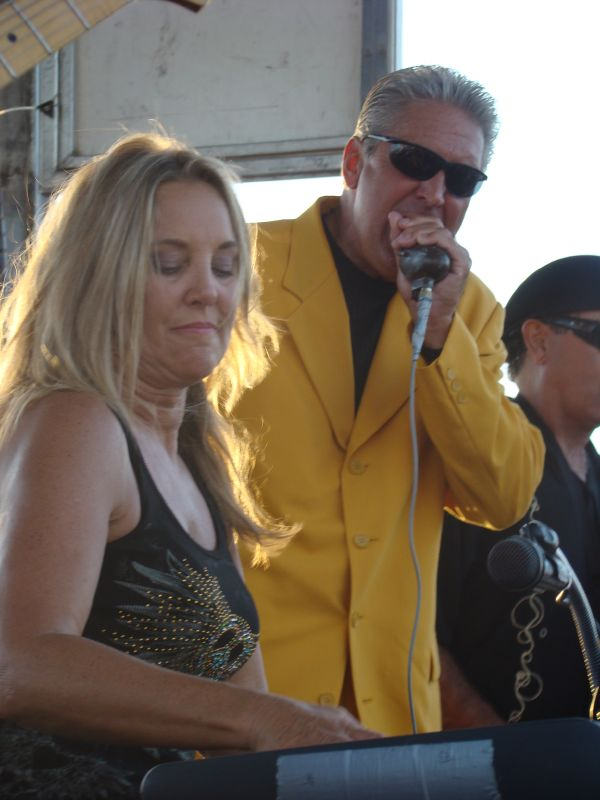
Honey und Rod Piazza 2007

Mit seiner neuen Band Bacon Fat machte er die Bekanntschaft von George „Harmonica“ Smith. Bacon Fat nahm zwei LPs auf. Von 1974 an arbeitete er solo, danach gründete er die Chicago Flying Saucer Band, aus denen die Mighty Flyers hervorgingen. Eines der Gründungsmitglieder war Debra „Honey“ Solum, die er einige Jahre später heiratete. Mit den Mighty Flyers ist er auch heute noch unterwegs.
Nach einem Jahrzehnt und vier Studioalben auf Delta Groove Records (For the Chosen Who, Thrillville, Soul Monster und Almighty Dollar) kehrte Piazza für Emergency Situation (2014) zum Label Blind Pig zurück. Neben der Stammbesetzung spielen darauf Norm Gonzales (Bass) und die Saxophonisten Ron Dziubla und Jim Jedeikin. Der Titelsong konstatiert, dass Piazza seine Blues Band in einer ökonomischen Notlage sieht, da weder die Clubs noch die Festivals genügend Gage zahlten. Nur die Kreuzfahrt-Engagements machten eine Ausnahme.

## Besetzung (2007)
- Rod Piazza – vocals & harmonica
- Honey Piazza – piano & thunder bass
- Henry Carvajal – guitar
- Dave Kida – drums

## Diskographie

### Vor den Mighty Flyers
- 1967: Dirty Blues Band / Dirty Blues Band (ABC-Bluesway)
- 1969: Dirty Blues Band / Stone Dirt (ABC-Bluesway)
- 1970: Bacon Fat / Grease One for Me (Blue Horizon)
- 1971: Bacon Fat / Tough Dude (Blue Horizon)
- 1973: Rod Piazza / Blues Man (LMI)
- 1979: Chicago Flying Saucer Band / Flying Saucer Band (Gangster)

### The Mighty Flyers
- 1980: Radioactive Material (Right Hemisphere)
- 1981: The Mighty Flyers (Right Hemisphere)
- 1982: Robot Woman II (Shanghai)
- 1984: From the Start to the Finnish (Right Hemisphere)
- 1985: File Under Rock (Takoma)
- 1985: Harp Burn (Murray Brothers; Rod Piazza solo)
- 1988: So Glad to Have the Blues (Murray Brothers; Rod Piazza solo)
- 1991: Blues in the Dark (Black Top Records)
- 1992: Alphabet Blues (Black Top)
- 1992: The Essential Collection (HighTone Records)
- 1994: Live at B.B. King's Club (Big Mo)
- 1997: Tough and Tender (Tone-Cool)
- 1997: California Blues (Black Top)
- 1998: Vintage Live: 1975 (Tone-Cool) mit Hollywood Fats
- 1999: Here and Now (Tone-Cool)
- 2001: Beyond The Source (Tone-Cool)
- 2003: Modern Master:The Best of Rod Piazza (Tone-Cool)
- 2004: Keepin' It Real (Blind Pig)
- 2005: For The Chosen Who (Delta Groove)
- 2005: For the Chosen Who (CD + Bonus-DVD)
- 2007: Thrillville (Delta Groove)
- 2008: Alphabet Blues (Hepcat Records)
- 2009: Soul Monster (Delta Groove)
- 2011: Almighty Dollar (Delta Groove)
- 2014: Emergency Situation (Blind Pig)

## Belege
1. ↑  Rezension von Roger Gatchet zu Emergency Situation (Blind Pig – BPCD 5160) für Living Blues vom Dezember 2014.

| Personendaten    | Personendaten                               |
| ---------------- | ------------------------------------------- |
| NAME             | Piazza, Rod                                 |
| KURZBESCHREIBUNG | US-amerikanischer Bluesmundharmonikaspieler |
| GEBURTSDATUM     | 18. Dezember 1947                           |
| GEBURTSORT       | Riverside, Kalifornien                      |